# Mallota orientalis
Mallota orientalis är en tvåvingeart som först beskrevs av Christian Rudolph Wilhelm Wiedemann 1824.  Mallota orientalis ingår i släktet hålblomflugor, och familjen blomflugor. Inga underarter finns listade i Catalogue of Life.